# 19 de febrero de 1812
19 de febrero de 1812 es una localidad del estado mexicano de Morelos. Es parte del municipio de Cuautla.

## Toponimia
El nombre de la localidad refiere al sitio de Cuautla, combate de la independencia de México, iniciado el 19 de febrero de 1812.

## Demografía
| Gráfica de evolución demográfica |
|                                  |

| Censo | Población |
| ----- | --------- |
| 1990  | 154       |
| 2000  | 479       |
| 2010  | 871       |
| 2020  | 1149      |